# La Légende de l'or perdu
La Légende de l'or perdu (K-9 Adventures: Legend of the Lost Gold) est un film américain réalisé par Stephen Shimek, sorti en 2014.

## Fiche technique
- Titre original : K-9 Adventures: Legend of the Lost Gold
- Titre français : La Légende de l'or perdu
- Réalisation : Stephen Shimek
- Scénario : Stephen Shimek et Daryn Tufts
- Photographie : Joel Remke
- Musique : Christian Davis
- Durée : 90 minutes
- Date de diffusion :
  -  États-Unis : 4 juin 2014
  -  France : (directement à la télévision) 24 octobre 2014 sur M6

## Distribution
- Luke Perry (VF : Lionel Tua) : Paul Stevenson
- Brooke Langton (VF : Laurence Dourlens) : Courtney Lewis
- Ariana Bagley (VF : Leslie Lipkins) : Kassie Stevenson
- Bob Clendenin (VF : Éric Marchal) : Clint
- Renny Grames (VF : Nathalie Kanoui) : Brandy
- Adam Johnson (VF : Emmanuel Gradi) : Pasteur Bailey
- Kalvin Stinger (VF : Audrey Sablé) : Cole
- Lillian Hepler (VF : Geneviève Doang) : Rachel
- Jaden Kenny (VF : Gwenaelle Jegou) : Ethan

 Source et légende : version française (VF) sur RS Doublage et selon le carton du doublage français télévisuel.